# Революционная социалистическая лига (Германия)
Революционная социалистическая лига, РСЛ (нем. Revolutionär Sozialistischer Bund/Vierte Internationale, RSB) — троцкистская организация в Германии, одна из двух немецких секций Четвертого интернационала.

## Общая информация
РСЛ была основана в ноябре 1994 года. Штаб-квартира организации находится в Мангейме. РСЛ располагает, согласно некоторым данным, около 20-ю местными организациями, прежде всего в больших городах и в 11 из 16 федеральных земель ФРГ. Активность Лиги протекает главным образом во внепарламентской деятельности, например, — это политическая и профсоюзная работа на предприятиях и политические и общественные кампании. Издает ежемесячную газету «Avanti» («Вперед») и множество газет и брошюр для предприятий. Является партией, зарегистрированной согласно Закону о партиях ФРГ для участия на выборах. На выборах в ландтаг Баден-Вюртемберга в 2001 году Лига выставляла кандидата в Мангейме.
РСЛ является одной из двух организаций, которые образовались из числа членов Четвёртого Интернационала в Объединенной социалистической партии (ОСП). РСЛ причисляет себя к троцкистам. Совместно с Международными социалистическими левыми (МСЛ) Лига составляет немецкую часть Четвёртого Интернационала. Вместе с МСЛ осуществляется издание немецкоязычного журнала Четвёртого интернационала «Inprekorr». Активисты РСЛ относятся к левому крылу Интернационала. Внутри РСЛ существует фракция, которая ориентируется на французскую троцкистскую организацию «Рабочая борьба».

## Деятельность и идеология
Согласно собственной информации, РСЛ придерживался взгляда, что «основополагающие проблемы мира — война, разрушение окружающей среды, безработица, бедность и голод — не разрешимы в рамках капиталистического общественного и экономического порядка» и поэтому организация стремится к «самоуправляемой социалистической демократии», которая должна покончить с «эксплуатацией человека человеком». Поэтому РСЛ содействует тому, чтобы «все действия активно и совместно с другими политическими течениями приложить к защите социальных достижений, демократических прав и экономических интересов, в особенности рабочего класса». Он поддерживал «борьбу против расизма, угнетения женщин и всякого рода дискриминации» и выступал за «сохранение окружающей среды».
Организация участвует в демонстрациях против войны против Югославии, Афганистане и Ираке, активно участвует в кампании солидарности с Мумия Абу-Джамалем. Также принимает участие в протестах против ликвидации социальных прав, — например, как в демонстрации против пакета социальных реформ «Hartz IV» (названного по имени немецкого экономика Петера Харца) осенью 2004 года.
Лига рассматривал СДПГ как «буржуазную партию» и поэтому отказывался в отличие, например от его предшественника, — Международной марксистской группы, — прямо или косвенно призывать к голосованию за СДПГ. Вместо этого он выступал за «построение новой социалистической рабочей партии», которая могла бы «возникнуть только в борьбе рабочего класса». В отличие от другой немецкой секции Четвёртого интернационала, — Международных социалистических левых (МСЛ), РСЛ не поддерживает развитие альтернативной предвыборной работы и решительно выступает против партии «Левые».
Федеральная служба защиты конституции зачислила РСЛ в разряд левоэкстремистских организаций.